# Akt (biograf)
En akt är en del av en biograffilm.
En analog (icke digital) film som visas på bio består normalt av en lång 35 mm bred filmremsa med bildrutor som visas med 24 bilder/sekund. En spelminut motsvarar 90 fot eller 27,34 meter film, så en film på en timme och femtio minuter motsvarar 3 000 meter film. Av praktiska skäl är därför en långfilmskopia uppdelad i akter på mellan 15 och 20 minuter. Från början var dessutom varje akt delad i en A- och en B-rulle, vilket baserade sig på att råfilm tillverkades i rullar om 1 000 fot. Normal 70 mm-film är 25% längre.
Under distribution är analog film än i dag delad i akter. Förr kördes filmen oftast aktvis på biografen med skiften mellan två projektorer. Filmhjulens kapacitet varierade. I dag är system på biograferna med hela filmen ihopskarvad för visning rådande i stort sett överallt.